# Лівий популізм
Лівий популі́зм, або соціа́льний популі́зм — це політична ідеологія, яка поєднує ліву політику та популістську риторику. Риторика лівого популізму часто складається з антиелітарних настроїв, протиставлення істеблішменту та виступів за «простих людей». До важливих тем для лівих популістів зазвичай належать антикапіталізм, соціальна справедливість, пацифізм та антиглобалізм, тоді як ідеологія класового суспільства або соціалістична теорія не настільки важлива, як для традиційних лівих партій.
Критика капіталізму та глобалізації пов'язаної з антимілітаризмом, який посилився в лівих популістських рухах внаслідок військових операцій США, особливо на Близькому Сході. Вважається, що популістські ліві покладаються на егалітарні ідеали. Деякі вчені відзначають також націоналістичні ліві популістські рухи, особливості яких проявлені кемалізмом у Туреччині, наприклад, або Боліваріанською революцією у Венесуелі. На відміну від ексклюзивного або правого популізму, ліві популістські партії, як правило, підтримують права меншин.
З піднесенням грецької «Сирізи», іспанського «Подемосу» і певною мірою італійського «Руху п'яти зірок» під час боргової кризи в Європі загострилися дискусії щодо нового лівого популізму.
Традиційно лівий популізм асоціювався з соціалістичним рухом, але з 2010-х років у ліволіберальному таборі з'явився рух, близький до лівого популізму. Однак деякі з них вважаються соціал-демократичними позиціями.

## Географія лівопопулізму

### Європейські країни

#### Багатонаціональні коаліції

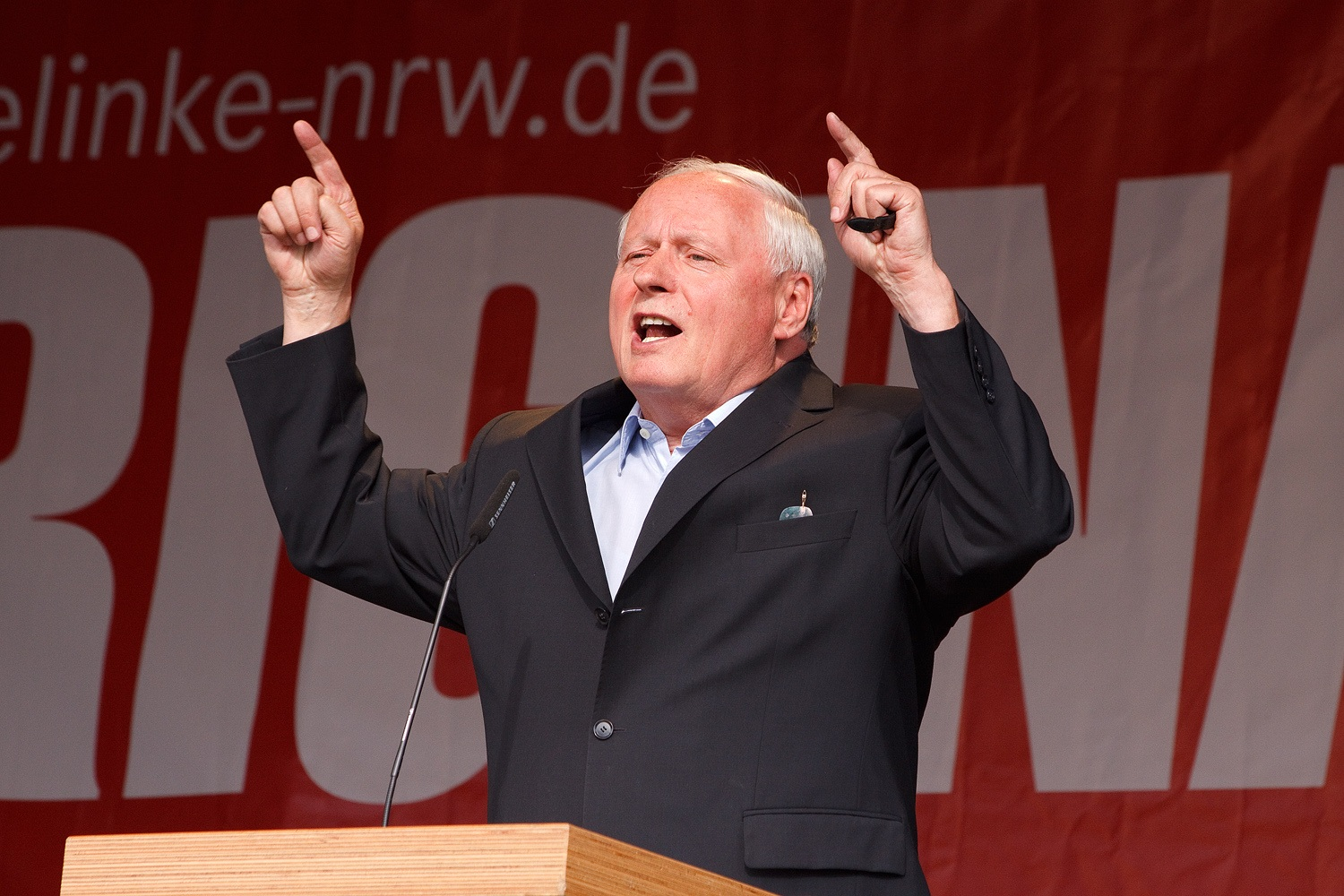
Оскар Лафонтен, член «Лівих»

Багато лівих та популістських політичних партій у Європі належать до Європейських об'єднаних лівих — Північних зелених лівих.

#### Німеччина
Партія демократичного соціалізму явно формувалася під впливом лівого популізму, особливо німецькими вченими. Партія була сформована після возз’єднання Німеччини, і вона була схожа на правих популістів тим, що вона спиралася на антиелітарність та увагу ЗМІ, яку забезпечувало харизматичне керівництво. Партія певною мірою конкурувала за ту саму базу виборців із правими популістами, хоча покладалася на більш серйозну платформу у Східній Німеччині. Розвиток цієї платформи був обмежений антиімміграційними настроями, яким віддають перевагу деякі виборці, хоча, наприклад, Оскар Лафонтен (член «Лівих»), який раніше використовував у своїй передвиборчій кампанії в 2005 р. термін «Фремдарбайтер» («іноземні робітники»), пов'язаний з нацистською партією. ПДС пізніше перетворився в Ліву партію (або «Лівих» у 2007 р.) 

#### Греція
«Сирізу», яка стала найбільшою партією після виборів у січні 2015 року, називали лівою популістською партією після того, як їх програма включала більшість вимог популярних рухів у Греції під час боргової кризи в державі. Популістські риси в програмі «Сирізи» включають важливість «Народу», яка набирає обертів, в його риториці та антагонізми «ми/люди проти них/істеблішмент» в агітації. «Сиріза» виступає за встановлення прав щодо іммігрантів та ЛГБТ. «Сиріза» не називає себе популістською.

#### Італія
Італійський «Рух п’яти зірок» (M5S), який став найбільшою партією на загальних виборах 2018 року, часто описують як популістську партію, яка хоче об'єднати людей з різними ідеологічними поглядами, але іноді також як лівий популістський рух; насправді «п’ять зірок», які є посиланням на п’ять ключових питань для партії — це система громадської води, громадський транспорт, сталий розвиток, право на доступ до Інтернету та екологічність, — типові пропозиції лівих популістських партій. Однак, попри ліве походження, M5S часто висловлював праві погляди на імміграцію.
У вересні 2019 року M5S сформував уряд з лівоцентристською Демократичною партією (PD) та лівими «Вільні та Рівні» (LeU), на чолі з Джузеппе Конте. Уряд іноді називають популістською шафою лівого крила.

#### Нідерланди
Соціалістична партія запустила популістську платформу лівого крила після видання свого комуністичного курсу в 1991 році. Хоча деякі з них відзначили, що партія стала менш популістською протягом багатьох років, вона досі, як і раніше охоплює антиелітарність у своїх недавніх виборчих маніфестах. Вона виступає проти принципу «європейської наддержави».

#### Іспанія

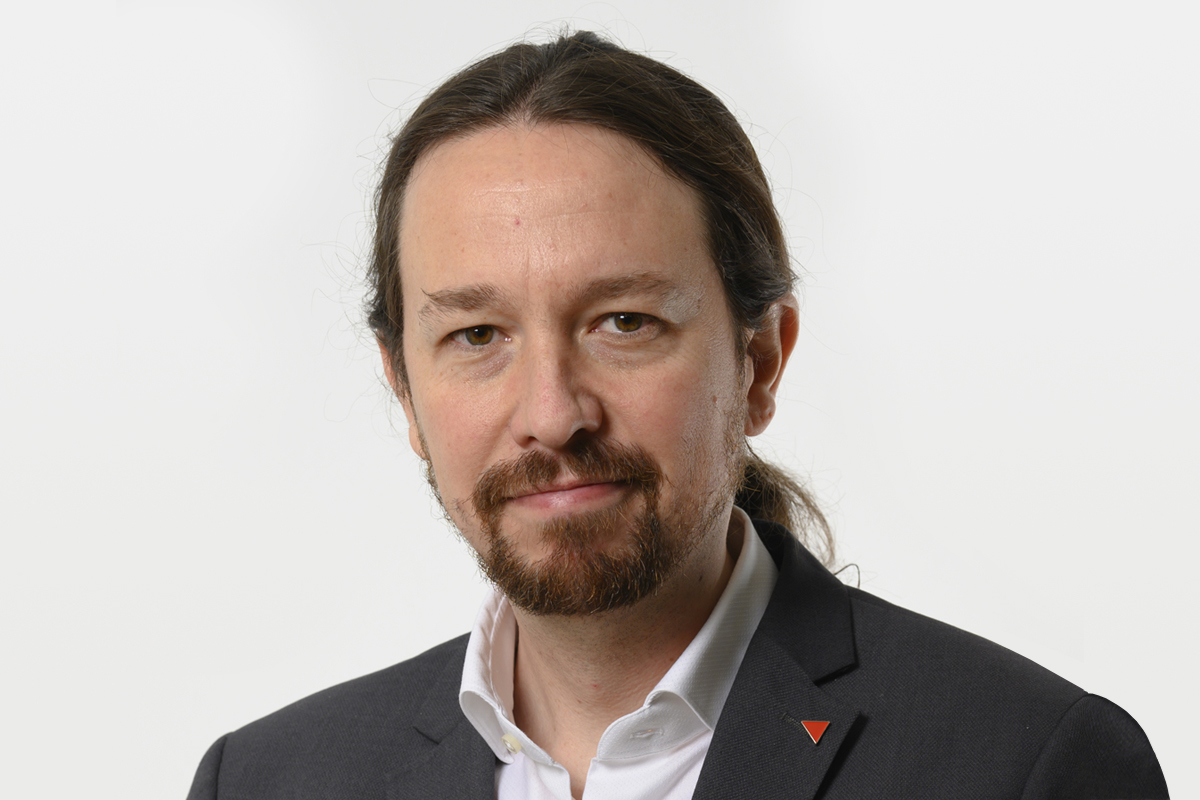
Пабло Іглесіас, лідер «Подемосу»

Ліва популістська партія «Подемос» набрала 8 відсотків голосів виборців на виборах до Європарламенту у 2014 році. Завдяки униканню нативістської (націоналістичної) риторики, характерної для правих популістів, «Подемос» здатний залучити всіх лівих виборців, розчарованих політичним істеблішментом, не беручи участі в регіональній політичній боротьбі. На виборах до національного парламенту 2015 року «Подемос» набрав 20,65 % всіх голосів і став третьою за величиною партією в парламенті після консервативної Народної партії з 28,71% та Іспанської соціалістичної робочої партії з 22,02%. У новому парламенті «Подемос» займає 69 із 350 місць, і цей результат закінчив традиційну двопартійну систему Іспанії. У листопаді 2018 року в інтерв'ю журналу «Jacobin», Іньїго Ерейон стверджує, що «Подемос» вимагає нової «національно-популярної» стратегії для того, щоб виграти більше виборів.

#### Об'єднане Королівство
Основна стаття: Керівництво Лейбористської партії Джеремі Корбіна

### Країни Америки

#### Аргентина
Крістіна Фернандес де Кіршнер (президент Аргентини з 2007 по 2015 рік) та її чоловік Нестор Кіршнер практикували кіршнеризм, варіант перонізму, про який часто згадували поряд з іншими урядами лівих в Латинській Америці. Під час перебування на посаді Крістіни Фернандес де Кіршнер вона висловилася проти деяких угод про вільну торгівлю, таких як запропонована зона вільної торгівлі в Америці. Її адміністрація характеризувалась збільшенням податків, особливо на експорт сільськогосподарської продукції в кінці 2000-х рр. — основний експорт Аргентини, з метою фінансування соціальних програм, таких як університетські стипендії PROGRESAR, загальне призначення субсидії на дитину (в Аргентині зазвичай називають AUH, Asignación Universal por Hijo), пільга для малозабезпечених сімей з дітьми, які отримали право на субсидію, та прогресивні соціальні реформи, такі як визнання одностатевих шлюбів.

#### Болівія
Керівництво Сілеса Суасо практикувало лівий популізм, а також продовжувало доктрину керівництво колишнього соціалістичного президента Ево Моралеса.

#### Еквадор
Рафаель Корреа, колишній президент Еквадору, наголосив на важливості «популістського дискурсу» та об’єднав технократів, які працюють у цьому контексті для простих еквадорців. Корреа звинуватив іноземні недержавні організації в експлуатації корінного населення, яке вилились у конфлікт з урядом.

#### Венесуела
Президентство Уго Чавеса нагадувало поєднання народної мудрості та харизматичного керівництва з доктриною соціалізму. Уряд Чавеса також було описано як «повернення» до популістського націоналізму та перерозподілу.

#### Сполучені Штати
Г'юї Лонг, губернатор епохи Великої депресії, який став сенатором штату Луїзіана, був раннім прикладом лівого популізму в Сполучених Штатах. Він виступав за перерозподіл багатства згідно зі своїм планом «Наше багатство». Тим часом Берні Сандерс, демократичний соціаліст, як він себе називав, є прикладом сучасного лівого популістського політика.

#### Канада
Нинішній уряд Канади Ліберальної партії Канади керівництва Джастіна Трюдо критикують за дотримання принципів лівого популізму.

## Лівопопулістські політичні партії

### Представлені в парламенті
- Аргентина – Фронт за перемогу[33]
- Австрія – JETZT[34]
- Болгарія – Болгарська соціалістична партія
- Боснія і Герцеговина – Союз незалежних соціал-демократів (фракції)
- Болівія – Рух до соціалізму[35]
- Бразилія – Робітнича партія[36]
- Чилі – Широкий фронт
- Куба – Комуністична партія Куби
- Кіпр – Прогресивна партія трудового народу Кіпру
- Хорватія – Жива стіна (фракції)[37]
- Чехія – Комуністична партія Чехії і Моравії[38] Партія прав громадян[39]
- Данія – Червоно-зелена коаліція, Соціалістична народна партія (Данія),[40]
- Еквадор – Альянс ПАІС[35]
- Європейський Союз – Партія європейських лівих, Європейські об'єднані ліві
- Франція – Лівий Фронт,[38] Ліва партія,[41][42]
- Німеччина – Ліві[43]
- Греція – СІРІЗА[44][38]
- Індонезія – Демократична партія боротьби Індонезії
- Ізраїль - Демократичний союз (фракції)
- Італія – Італійські ліві, Демократична партія (фракції)[45][46]
- Японія – Конституційно-демократична партія (фракції)
- Люксембург – Ліві
- Мексика - Рух національного відродження (Мексика)
- Нідерланди – Соціалістична партія[47]
- Норвегія – Червоні[48]
- Румунія – Соціал-демократична партія[49][50][51]
- Росія – Справедлива Росія, КПРФ (фракції)
- Сербія – Соціалістична партія Сербії
- Словаччина – Курс — соціальна демократія[52][53][54]
- Іспанія – Подемос,[55][56][57] Анова
- Швеція – Ліва партія[48]
- Туреччина – Народно-демократична партія[58]
- Україна – Опозиційна платформа — За життя
- Велика Британія – Лейбористи (фракції)[59][60][61]
- Ірландія – Шинн Фейн[62]
- США – Демократична партія (фракції)[63][64][65], Демократичні соціалісти Америки[66][67]
- Венесуела – Об'єднана соціалістична партія Венесуели[68]